# MLS Reserve Division 2011
La MLS Reserve Division 2011 fue la 5ª edición de la MLS Reserve League, torneo de reservas de la Major League Soccer en los Estados Unidos y Canadá. Empezó el 20 de marzo y concluyó el 16 de octubre. Esta competencia se vuelve a disputar después de tres años.

## Cambios
- La MLS Reserve Division fue nombrado como nombre oficial "MLS Reserve League".
- Los clubes de la MLS se le permitirá a los jugadores de la academia y los jugadores a prueba en partidos de reserva.
- Con los nuevos equipos de expansión se jugó a 18 equipos y se dividieron en tres divisiones:

| División del Este               | División Central y Montaña    | División del Oeste            |
| ------------------------------- | ----------------------------- | ----------------------------- |
| Columbus Crew Reserves          | Chicago Fire Reserves         | Chivas USA Reserves           |
| D.C. United Reserves            | Colorado Rapids Reserves      | Los Angeles Galaxy Reserves   |
| New England Revolution Reserves | FC Dallas Reserves            | Portland Timbers Reserves     |
| New York Red Bulls Reserves     | Houston Dynamo Reserves       | San Jose Earthquakes Reserves |
| Philadelphia Union Reserves     | Real Salt Lake Reserves       | Seattle Sounders Reserves     |
| Toronto FC Reserves             | Sporting Kansas City Reserves | Vancouver Whitecaps Reserves  |

## Posiciones

### División del Este
| Pos | Equipo                          | PJ | G | E | P | GF | GC | DF  | PTS |
| --- | ------------------------------- | -- | - | - | - | -- | -- | --- | --- |
| 1   | Columbus Crew Reserves (C )     | 10 | 9 | 0 | 1 | 29 | 10 | +19 | 27  |
| 2   | D.C. United Reserves            | 10 | 5 | 4 | 1 | 21 | 14 | +7  | 19  |
| 3   | New England Revolution Reserves | 10 | 4 | 1 | 5 | 14 | 22 | -8  | 13  |
| 4   | New York Red Bulls Reserves     | 9  | 2 | 2 | 5 | 10 | 20 | -10 | 9   |
| 5   | Toronto FC Reserves             | 9  | 2 | 2 | 5 | 15 | 15 | 0   | 8   |
| 6   | Philadelphia Union Reserves     | 10 | 2 | 1 | 7 | 9  | 17 | -8  | 7   |

### División Central y Montaña
| Pos | Equipo                        | PJ | G | E | P | GF | GC | DF | PTS |
| --- | ----------------------------- | -- | - | - | - | -- | -- | -- | --- |
| 1   | Chicago Fire Reserves         | 10 | 7 | 1 | 2 | 19 | 10 | +9 | 22  |
| 2   | Houston Dynamo Reserves       | 10 | 6 | 0 | 4 | 11 | 5  | +6 | 18  |
| 3   | FC Dallas Reserves            | 10 | 6 | 0 | 4 | 18 | 21 | -3 | 18  |
| 4   | Sporting Kansas City Reserves | 10 | 3 | 2 | 5 | 11 | 14 | -3 | 11  |
| 5   | Colorado Rapids Reserves      | 10 | 3 | 1 | 6 | 12 | 11 | +1 | 10  |
| 6   | Real Salt Lake Reserves       | 10 | 3 | 0 | 7 | 10 | 10 | 0  | 9   |

### División del Oeste
| Pos | Equipo                        | PJ | G | E | P | GF | GC | DF  | PTS |
| --- | ----------------------------- | -- | - | - | - | -- | -- | --- | --- |
| 1   | Seattle Sounders Reserves     | 10 | 8 | 1 | 1 | 21 | 11 | +10 | 25  |
| 2   | Portland Timbers Reserves     | 10 | 6 | 2 | 2 | 24 | 16 | +8  | 20  |
| 3   | Chivas USA Reserves           | 10 | 3 | 4 | 3 | 18 | 21 | -3  | 13  |
| 4   | San Jose Earthquakes Reserves | 9  | 3 | 1 | 5 | 11 | 12 | -1  | 10  |
| 5   | Vancouver Whitecaps Reserves  | 10 | 2 | 2 | 6 | 10 | 15 | -5  | 8   |
| 6   | Los Angeles Galaxy Reserves   | 9  | 1 | 2 | 6 | 11 | 20 | -9  | 5   |

     Ganador.

     Segundo lugar.

     Tercer lugar.
|                                              |
|                                              |
| Campeón Columbus Crew Reserves Primer Título |

## Goleadores
| Jugador          | Equipo                   | Goles |
| ---------------- | ------------------------ | ----- |
| Ruben Luna       | FC Dallas Reserves       | 10    |
| Quincy Amarikwa  | Colorado Rapids Reserves | 5     |
| Bernardo Anor    | Columbus Crew Reserves   | 5     |
| Orr Barouch      | Chicago Fire Reserves    | 5     |
| Justin Meram     | Columbus Crew Reserves   | 5     |
| Cristian Nazarit | Chicago Fire Reserves    | 5     |